# Lumbreras
Lumbreras è un comune spagnolo di 157 abitanti situato nella comunità autonoma di La Rioja.